# CNT85
CNT85 주식회사는 신안그룹 계열의 건설 기업이다.

## 거래 정지
코스닥 시장에서 4년 동안 주식 매매거래가 정지되었으며, 신안그룹 계열사인 신안캐피탈의 유상증자 및 회생인가 후 로터스엔지니어링과 한국필터를 합병하여 사업부문을 구성했으며, 경영개선을 통해서 2023년 3월 매매거래가 재개되었다.

## 본점 및 지점 현황
- 본사: 경기도 안양시 동안구 학의로 268, 안양메가밸리 625호
- 서울사무소: 서울특별시 강남구 테헤란로 512, 신안빌딩 7층